# Francesco Cornaro (Kardinal, 1478)

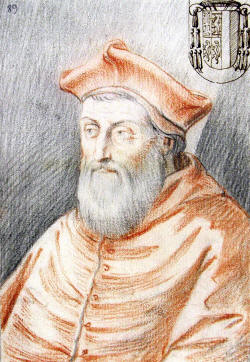
Kardinal Francesco Cornaro

Francesco Cornaro (d. Ä.) (* 1478 in Venedig; † 26. September 1543 in Viterbo) war ein Kardinal der katholischen Kirche.

## Leben

Kardinalswappen

Papst Clemens VII. erhob ihn am 20. Dezember 1527 zum Kardinal und ernannte ihn am 27. April 1528 zum Kardinalpriester der Titelkirche San Pancrazio. Von 1531 bis 1532 war Cornaro Apostolischer Administrator und, nach dem Empfang der Bischofsweihe durch Clemens VII. am 21. Dezember 1531, von 1532 bis 1543 Bischof des Bistums Brescia. Er wechselte am 27. April 1537 als Kardinalpriester an die Titelkirche Santa Cecilia. Schon ab dem 5. September 1534 Kardinalpriester von San Ciriaco alle Terme Diocleziane, wurde er am 31. Mai 1535 Kardinalpriester von Santa Prassede und wechselte am 23. März 1541 auf die Titelkirche Santa Maria in Trastevere. Von hier aus wurde er am 14. November 1541 Kardinalbischof von Albano und wechselte am 15. Februar 1542 als Kardinalbischof nach Palestrina.